# Lake City (Minnesota)
Lake City è una città degli Stati Uniti d'America, situata in Minnesota, nella Contea di Wabasha e in parte nella Contea di Goodhue.